# Антавеша
Антавеша (лит. Antaviešė) — хутор в восточной части Литвы. Входит в состав Швенченеляйского староства Швянчёнского района. По данным переписи Литвы 2011 года, население Антавеши составляло 3 человека.

## География
Расположен в западной части района. Находится в 22 километрах от Швянчёниса, центра района и в 11 километрах от Швенчёнеляя, центра староства.
Стоит на правом берегу реки Пяршокшна.

## Население
| 1905                           | 1931 | 1959 | 1970 | 1979 | 1989 | 2001 | 2011 |
| ------------------------------ | ---- | ---- | ---- | ---- | ---- | ---- | ---- |
| 30                             | 38   | 8    | 3    | 6    | 4    | 2    | 3    |
| Гистограмма динамики населения |      |      |      |      |      |      |      |